# Damsterdiep
Das Damsterdiep ist ein älterer, relativ schmaler und  28 km, mit dem Zeehavenkanaal außerhalb des Siels 34 km langer Kanal in den Niederlanden, der die Stadt Groningen mit Delfzijl am Emsästuar verband. Er wurde  vom Emskanal ersetzt wird heute nur noch zur Entwässerung gebraucht.  Der Name leitet sich vom Gattungsbegriff -dam(m) im Namen der am Kanal gelegenen Stadt Appingedam her. Das Einzugsgebiet misst 367,43 km². Obwohl gänzlich in den Niederlanden gelegen, hat er auch eine deutsche Gewässerkennzahl erhalten.

## Geschichte
Der älteste Teil, Delf genannt, wurde wohl schon vor dem Jahr 1000 gegraben. Der Kanal unterlag zunächst den Gezeiten und verband ein heute kaum noch erkennbares natürliches Tief namens Fivel, das nordwärts in den dann im 12. bis 15. Jahrhundert verlandeten Fivelbusen mündete, mit der Ems unterhalb des Klosters Oosterwierum.
Eine Urkunde von 1303 erwähnt erstmals drei Siele an der Mündung in die Ems und den nach diesen benannten Ort Delfzijl.
Eine Verbindung nach Groningen gab es schon, bevor um 1424 der heutige gerade Kanalabschnitt zwischen Ten Post und der Stadt angelegt wurde. Durch den neuen gegrabenen Kanal wurde die Entwässerung der Gegend um Ten Boer deutlich verbessert. Im Wierumer Zijlboek (Sielbuch) um 1470 wird der gesamte Kanal als Groninger Diep bezeichnet. Der Name Damsterdeep wurde wohl schon in der 1425–1427 entstandenen Chronik des Johan van Lemego verwendet, ist aber erst in späteren Texten erhalten.
Die westlichsten Teile des Damsterdieps in Groningen zwischen dem Van Starkenborghkanaal und dem Schuitendiep am Rand der mittelalterlichen Altstadt sind heute eine Straße. Der äußere Teil wurde 1951 mit den Trümmern kriegszerstörter Häuser zugeschüttet, der innere wich 2007 einer Tiefgarage.

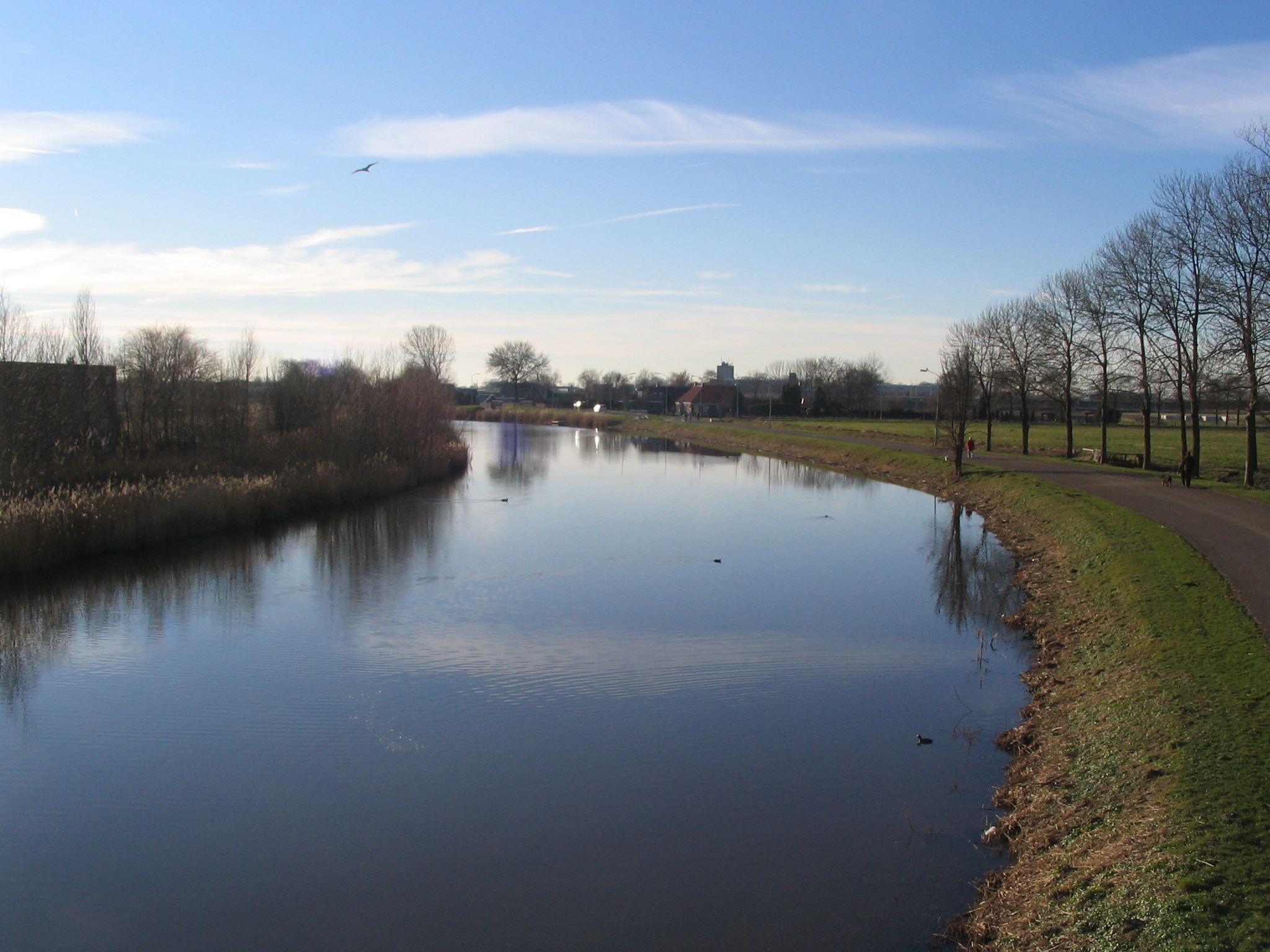
Damsterdiep bei Delfzijl
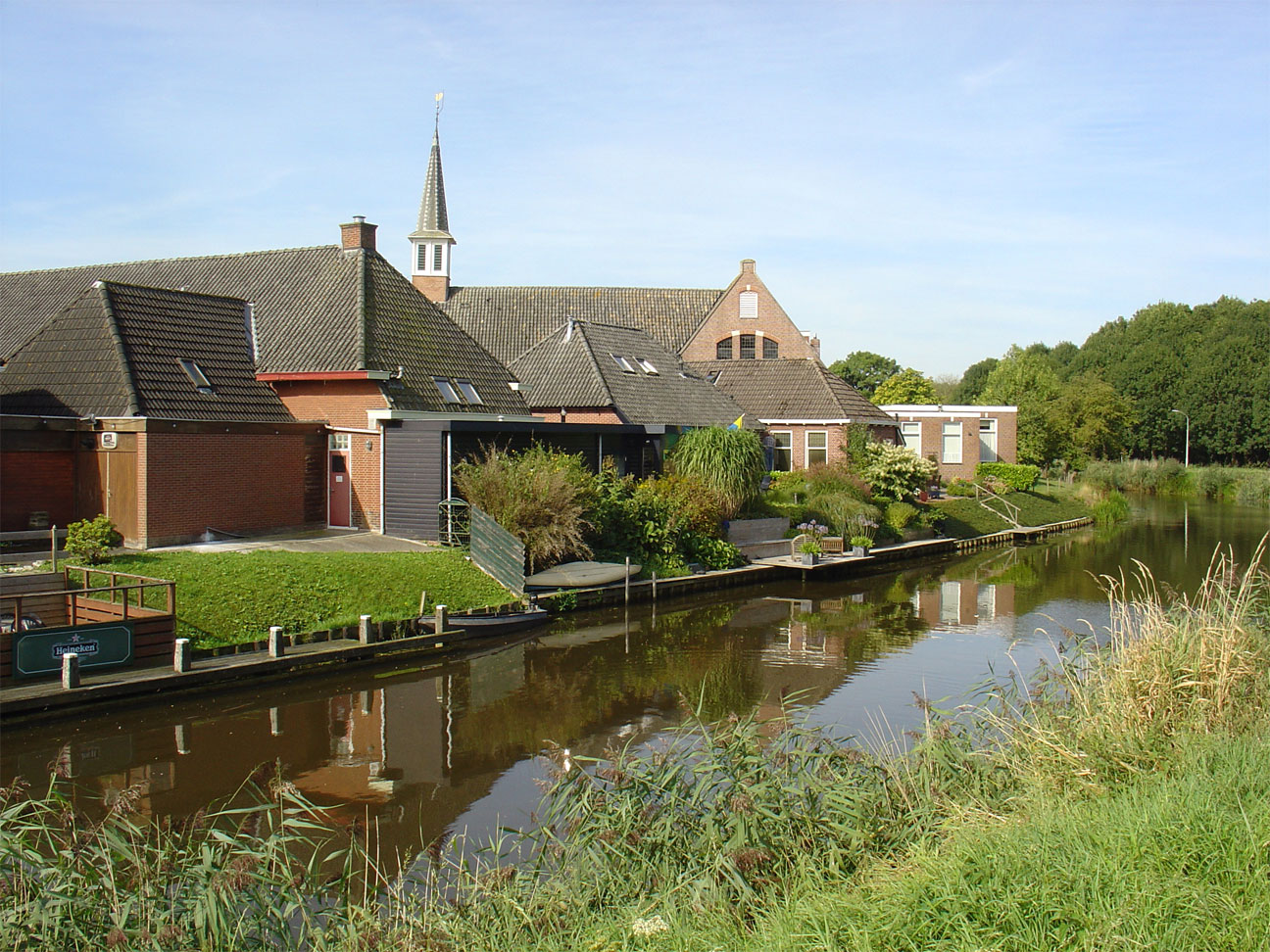
Damsterdiep in Garrelsweer
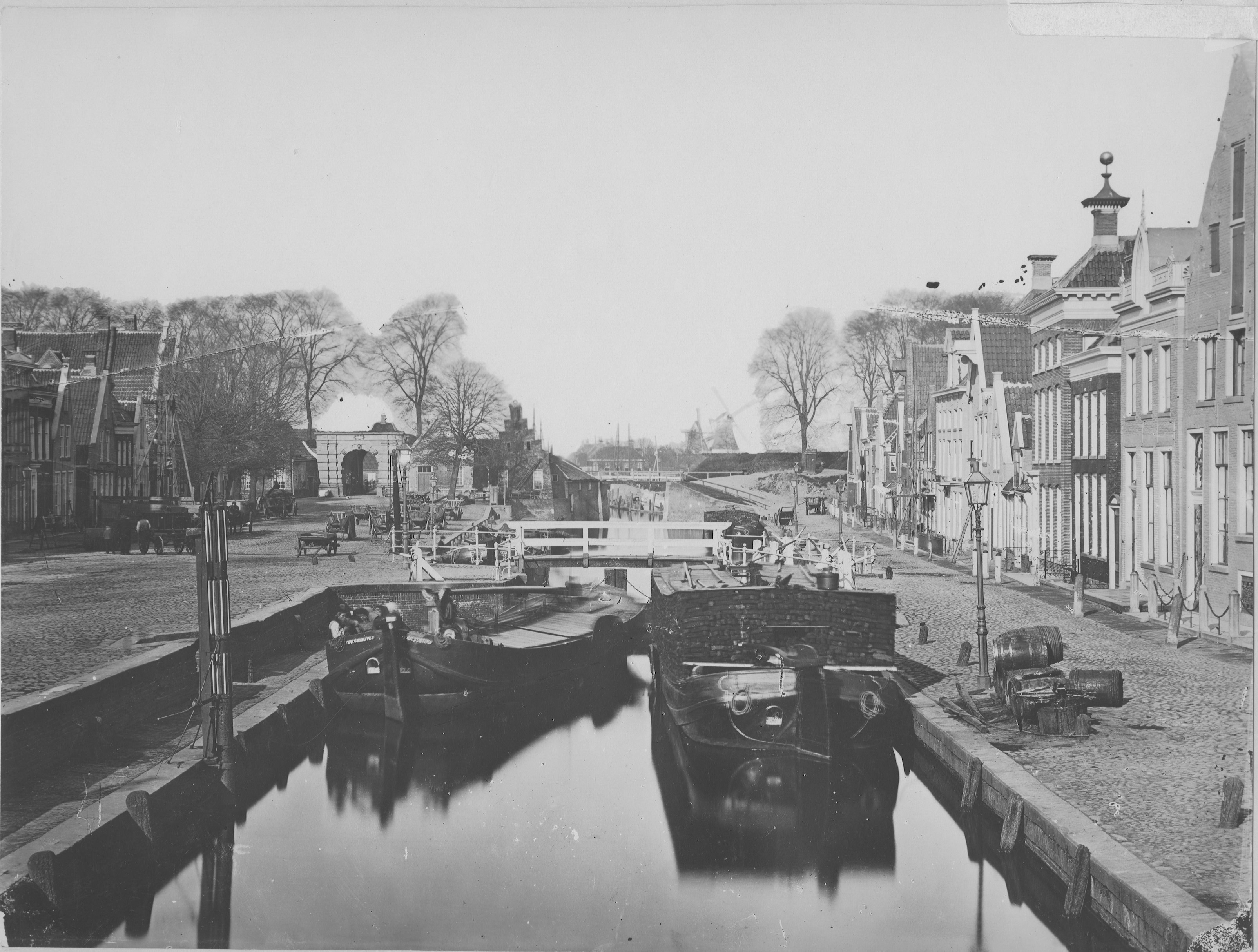
Binnen-Damsterdiep in Groningen 1886

## Verkehrsweg
Ab 1650 wurde auf dem Damsterdiep ein Liniendienst mit Treidelschuten betrieben.
Seit der Anlage des Eemskanaals zwischen 1866 und 1876 war das Damsterdiep als Verkehrsweg nur noch von lokaler Bedeutung. Der Eemskanaal verläuft – in geraderer Linie – südlich des Damsterdieps, mehr oder weniger parallel.
Heute dient das Damsterdiep nur noch der Freizeitschifffahrt mit kleinen Booten, zugelassen für eine Höhe bis zu 1,50 m.

## Belege
1. ↑  Gezeichneter GPS-Track Damsterdiep + Zeehavenkanaal
2. ↑  Umwelt Niedersachsen: Flächenverzeichnis Ems (PDF; 221 kB)
3. ↑  „Damsterdeep“ in alten Groninger Urkunden
4. ↑  Freizeitschiffahrt: Enkeltje Damsterdiep (12 km) (Memento des Originals vom 4. August 2016 im Internet Archive)  Info: Der Archivlink wurde automatisch eingesetzt und noch nicht geprüft. Bitte prüfe Original- und Archivlink gemäß Anleitung und entferne dann diesen Hinweis. (niederländisch)

Koordinaten: 53° 18′ N, 6° 44′ O